# Сремски-Карловци (община)
Сремски Карловци (серб. Сремски Карловци) — община в Сербии, входит в Южно-Бачский округ.
Население общины составляет 8 782 человека (2007 год), плотность населения составляет 172 чел./км². Занимаемая площадь — 51 км², из них 48,7 % используется в промышленных целях.
Административный центр общины — город Сремски-Карловци. Община Сремски Карловци состоит из 1 населённого пункта, средняя площадь населённого пункта — 51,0 км².

## Статистика населения общины
| Год  | Население, чел. |
| ---- | --------------- |
| 1991 | 8026            |
| 2001 | 8803            |
| 2002 | 8844            |
| 2003 | 8827            |
| 2004 | 8824            |
| 2005 | 8809            |
| 2006 | 8776            |
| 2007 | 8782            |